# Saint-Germain-de-Prinçay
Saint-Germain-de-Prinçay là một xã ở tỉnh Vendée trong vùng Pays de la Loire, Pháp. Xã này có diện tích 24,34 km², dân số năm 2006 là 1425 người. Xã này nằm ở khu vực có độ cao trung bình 70 mét trên mực nước biển. 

## Biến động dân số
| Năm | 1962 | 1968 | 1975 | 1982  | 1990  | 1999  | 2006  |
| --- | ---- | ---- | ---- | ----- | ----- | ----- | ----- |
| Dân số | 889  | 911  | 965  | 1 202 | 1 388 | 1 368 | 1 425 |
| From the year 1962 on: No double counting—residents of multiple communes (e.g. students and military personnel) are counted only once. |      |      |      |       |       |       |       |